# Johan Caspar Herman Wedel Anker
Johan Caspar Herman Wedel Anker, född 1845 och död 1895, var en norsk konstnär.
Anker studerade först arkitektur i Hannover, idkade sedan konststudier bland annat under ledning av landsmannen Hans Fredrik Gude i Berlin och tillhör som denne den nationella riktningen i norskt måleri. Anker är framför allt den norska björkskogens målare.